# Ousseini Hadizatou Yacouba
Ousseini Hadizatou Yacouba (* 9. November 1958) ist eine nigrische Politikerin und war bis zum Militärputsch in Niger 2023 Ministerin für Bergbau.
Sie studierte an der Université du Québec à Montréal und hat einen Doppelmaster in Betriebswirtschaft und Projektmanagement.
Seit 2013 ist sie stellvertretende Stabschefin von Mahamadou Issoufou im Rang einer Ministerin.
Im April 2021 wurde sie Bergbauministerin in der Regierung Ouhoumoudou Mahamadou. Am 27. Juni 2023 unterzeichnete Yacouba in Niamey mit dem Präsidenten Xing Yongguo der China Nuclear International Uranium Corporation einen neuen Vertrag zur Wiederbelebung der Aktivitäten am Uranstandort in Arlit in der Region Agadez im Norden Nigers.
Im Juli 2023, nach dem Militärputsch am 26. Juli, wurde Ousseini Hadizatou Yacouba von der regierenden Junta in Niger verhaftet und unter Hausarrest gestellt.